# 450省道 (四川省)
450省道即理县－小金公路，又称理小路，起于理县二道桥，经梭罗沟至凉台沟口，后沿凉台沟延伸到沟尾，经邛崃山隧道连接到大二普沟，并沿此沟到小金县结斯乡两河口，止于结斯沟口陈麻子桥，接国道350，全长96.1公里，采用三级公路标准，双向双车道。

## 建设情况
截止2022年6月29日，理小路已完成除隧道外的路面层铺筑。2023年6月29日，理小路邛崃山隧道贯通。